# Aaron Rodgers
Aaron Charles Rodgers (ur. 2 grudnia 1983 w Chico w stanie Kalifornia) – amerykański zawodnik futbolu amerykańskiego w lidze NFL. Od 2023 roku gra na pozycji rozgrywającego w New York Jets z numerem 8.